# Фрицлар
Фрицлар (њем. Fritzlar) је мали град и општина у њемачкој савезној држави Хесен. Сматра се родним местом Немачкога царства као политичкога ентитета и градом одакле је почело покрштавање Северне Немачке. Према процјени из 2010. у општини је живјело 14.556 становника.

### Историја
Хришћански мисионар Свети Бонифатије је 724. подигао у Фрицлару капелу од храстова дрвета. Годину дана пре тога посекао је Донаров храст, који је представљао свето дрво немачкога племена Хата. Током 732. изграђена је зидана базилика на месту дрвене. Карло Велики је 782. граду доделио значајне територије и царску заштиту. Фрицалар је од тога времена био место, које су цареви често посећивали и где су се одржавали значајни синоди. Један од најзначајних сабора одржао се 919. када је саксонско и франконско племство изабрало Хајнриха I Птичара за немачкога краља. Тај догађај сматра се почетком немачкога царства. Цар Хајнрих IV често је боравио у Фрицлару као краљевској резиденцији. Након покајања пред папом у Каноси склонио се у Фрицлар. Међутим саксонсконо племство га је напало 1079. док је боравио у Фрицлару. Хајнрих је побегао, а Фрицлар и цркава су били опљачкани и уништени. Фрицлар је тада припао надбискупији од Мајнца. Град се налазио на граници Франконије и Саксоније. У време појаве протестантизма Фрицлар је као посед надбискупије од Мајнца био католичка енклава усред протестантскога Хесена, што га је изложило великим неприликама и нападима са обе стране. Током 1522. у граду је уведен лутеранизам, али језуити су 1615. успели да се врате у град.
За време Тридестогодишњега рата број становника је са 2.000 пао на 600.

### Географски и демографски подаци
Фрицлар се налази у савезној држави Хесен у округу Швалм-Едер. Општина се налази на надморској висини од 170 метара. Површина општине износи 88,8 km². У самом мјесту је, према процјени из 2010. године, живјело 14.556 становника. Просјечна густина становништва износи 164 становника/km². Једно је од 27 општинских средишта округа Швалм-Едер. Посједује регионалну шифру (AGS) 6634005.

## Међународна сарадња
| Мјесто         | Држава               | Врста сарадње | Од    |
| -------------- | -------------------- | ------------- | ----- |
| Казина         | Италија              | партнерство   | 2000. |
| Бернам на Мору | Уједињено Краљевство | партнерство   | 1989. |
| Извор          |                      |               |       |